# Mare Tyrrhenum (Gradfeld)
Das Mare Tyrrhenum-Gradfeld gehört zu den 30 Gradfeldern des Mars. Sie wurden durch die United States Geological Survey (USGS) festgelegt. Die Nummer ist MC-22, das Gradfeld umfasst das Gebiet von 225° bis 270° westlicher Länge und von −30° bis 0° südlicher Breite. Giovanni Schiaparelli benannte das Gebiet nach dem Tyrrhenischen Meer.